# Wabern
Wabern è un comune tedesco di 7 447 abitanti situato nel land dell'Assia.
Il suo territorio è attraversato dal fiume Eder.